# The Best Little Whorehouse in Texas (BSO)
The Best Little Whorehouse in Texas es la banda sonora de la película homónima (conocida en Latinoamérica como La casa más divertida de Texas) que fue publicada en julio de 1982. La BSO incluye dos grandes composiciones de Dolly Parton: "Sneakin' Around", que canta junto a dúo con su coprotagonista Burt Reynolds y realiza una segunda versión de su hit "I will always love you", el cual alcanza el primer puesto del chart country, y el puesto 53° de los pop.

## Lista de canciones
1. "Twenty Fans" (interpretada por Jim Nabors)
2. "A Lil' Ol' Pissant Country Place" (interpretada por Dolly Parton, Teresa Merrit, prostitutas y clientes)
3. "Sneakin Around" (interpretada por Dolly Parton y Burt Reynolds)
4. "Watchdog Report/Texas Has a Whorehouse in It" (interpretada por Dom DeLuise)
5. "Courtyard Shag"
6. "The Aggie Song"
7. "The Sidestep" (interpretada por Charles Durning)
8. "Hard Candy Christmas" (interpretada por Dolly Parton)
9. "I Will Always Love You" (interpretada por Dolly Parton)